# Certificat d'aptitude à la conduite en sécurité
Ne doit pas être confondu avec CACEIS.
 (mai 2020).
En France, le certificat d’aptitude à la conduite en sécurité, abrégé en CACES, permet de valider, pour l'essentiel, la conduite d'engins de manutention, d'engins de chantier et de plateformes élévatrices de personne (PEMP ou nacelles).
Celui-ci n'est pas un certificat de compétences professionnelles (au sens métier du terme), c'est une validation obtenue au travers d'un test théorique et pratique des connaissances de l'opérateur pour la conduite en sécurité du matériel concerné.
Il n'autorise pas à la conduite, c'est l'employeur qui doit délivrer une autorisation de conduite. Le CACES est régi par la Caisse nationale de l'assurance maladie (CNAM) (organisme remplaçant la CNAMTS, depuis le 1er janvier 2020).
Certains métiers exigent de posséder un CACES tels que cariste, préparateur de commandes, grutier, conducteur de nacelle, etc.

## Nouveau référentiel au1erjanvier 2020
Émanant de la CNAM avec l'INRS, les recommandations passent de six à huit au 1er janvier 2020.
Six recommandations rénovées :
- R.482 : CACES Engins de chantier (remplace la R.372 modifiée) ;
- R.483 : CACES Grues mobiles (remplace la R.383 modifiée) ;
- R.486a[4] : CACES Plates-formes élévatrices mobiles de personnel (remplace la R.486 qui remplaçait la R.386) ;
- R.487 : CACES Grues à tour (remplace la R.377 modifiée) ;
- R.489 : CACES Chariots de manutention automoteurs à conducteur porté (remplace la R.389), qui représente plus de 55 % des CACES délivrés chaque année[5] ;
- R.490 : CACES Grues de chargement (remplace la R.390).

Deux recommandations créées : 
- R.484 : CACES Ponts roulants et portiques ;
- R.485 : CACES Chariots de manutention automoteurs gerbeurs à conducteur accompagnant.

| Type  | Véhicules | Temps de validité |
| ----- | --- | ----------------- |
| R.482 | Engins de chantier avec onze catégories + l'option télécommande et/ou « chargement et déchargement sur porte-engins » pour certaines. | 10 ans            |
| R.483 | Grues mobiles | 5 ans             |
| R.484 | Ponts roulants, portiques et semi-portiques devisé en 2 catégories selon le type de commande (au sol ou en cabine) | 5 ans             |
| R.485 | Chariots gerbeurs à conducteur accompagnant divisée en 2 catégories suivant la hauteur de levée | 5 ans             |
| R.486 | Plates-formes élévatrices mobiles de personnes (PEMP) divisée en 2 groupes A:élévation verticale B:élévation multidirectionnelle | 5 ans             |
| R.487 | Grues à tour | 5 ans             |
| R.489 | Chariots élévateurs à conducteur porté, cette recommandation est divisée en neuf catégories, selon l'usage, le type du chariot, les capacités de charge (inférieure et égale à six tonnes ou au-delà) et son usage en production ou en dehors. | 5 ans             |
| R.490 | Grues auxiliaires de chargement de véhicule avec option télécommande. | 5 ans             |

## Avant le1erjanvier 2020: les six recommandations CACES
Il existait six recommandations de la Caisse nationale de l’assurance maladie travailleurs salariés (CNAMTS) sur le sujet.
| Type    | Véhicules | Temps de validité |
| ------- | --- | ----------------- |
| R.372 m | Engins de chantier avec dix catégories + l'option télécommande pour certaines. | 10 ans            |
| R.377 m | Grues avec deux catégories (GMA/GME) et deux types de conduite (sol/en cabine). | 5 ans             |
| R.383 m | Grues mobiles avec deux modes de déplacement et trois types d'équipement, soit six catégories. | 5 ans             |
| R.386   | Plates-formes élévatrices mobiles de personnes ou PEMP (plus communément appelée « nacelle ») avec trois types et deux groupes soit six catégories.                                                                                           | 5 ans             |
| R.389   | Chariots élévateurs à conducteur porté, cette recommandation est divisée en six catégories, selon l'usage, le type du chariot, les capacités de charge (inférieure et égale à six tonnes ou au-delà) et son usage en production ou en dehors. | 5 ans             |
| R.390   | Grues auxiliaire de chargement de véhicule avec option télécommande. | 5 ans             |

L'obtention et la détention d'un CACES par un conducteur ne dispense pas l'employeur de son obligation de lui remettre une autorisation de conduite (code du travail, articles R4323-55 à 57 et R233-13-19). Le conducteur doit pouvoir présenter ce document à tout moment lorsqu'il utilise son engin.
En fonction des spécificités du matériel, une ou des formations complémentaires peuvent être nécessaires. Ces formations spécifiques sont obligatoires et l'entreprise doit en garder une trace.
Un CACES ne peut être passé qu'avec un matériel équipé des éléments constituant son usage principal (exemple un chariot élévateur de chantier doit être équipé de fourche, même si le salarié l'utilise de manière constante avec un godet, l'utilisation avec un godet doit faire l'objet d'une formation complémentaire).
À la suite des dernières décisions des cours de cassation dans le cas de jugement traitant de la responsabilité du chef d'entreprise (accident survenus avec  des engins), le CACES mais également la durée de la formation préalable font désormais partie des éléments de références des tribunaux (« règles de l'art en matière d'évaluation pour la validation des connaissances pour la conduite en sécurité »).